# 山庄乡 (安福县)
山庄乡，是中华人民共和国江西省吉安市安福县下辖的一个乡镇级行政单位。

## 行政区划
山庄乡下辖以下地区：
山庄村、新背村、远家村、东合村、连村村、高坵村、笪桥村、荷溪村、荣溪村、下沙村、洢溪村、东头村、早禾田村、秀水村和双田村。